# Nallachius phantomellus
Nallachius phantomellus là một loài côn trùng trong họ Dilaridae thuộc bộ Neuroptera. Loài này được Adams miêu tả năm 1970.